# Jordan Smith (hockey sur glace)
Pour les articles homonymes, voir Jordan Smith.
Jordan Smith (né le 4 novembre 1985 à Sault Ste. Marie, Ontario au Canada) est un joueur professionnel canadien de hockey sur glace.

## Carrière de joueur
Il a été repêché en 2e ronde, 39e au total par les Mighty Ducks d'Anaheim au repêchage d'entrée de 2004. Il évolue avec l'Université de Lakehead au poste de défenseur.

## Statistiques
Pour les significations des abréviations, voir Statistiques du hockey sur glace.
| Saison    | Équipe                                    | Ligue |    | Saison régulière | Saison régulière | Saison régulière | Saison régulière | Saison régulière |   | Séries éliminatoires | Séries éliminatoires | Séries éliminatoires | Séries éliminatoires | Séries éliminatoires |
| Saison    | Équipe                                    | Ligue | PJ | B                | A                | Pts              | Pun              | PJ               | B | A                    | Pts                  | Pun                  |                      |                      |
| 2000-2001 | Hurricanes de Newmarket                   | OPJHL | 36 | 13               | 19               | 32               | 43               | -                | - | -                    | -                    | -                    |                      |                      |
| 2001-2002 | Hurricanes de Newmarket                   | OPJHL | 49 | 13               | 34               | 47               | 85               | -                | - | -                    | -                    | -                    |                      |                      |
| 2001-2002 | Greyhounds de Sault Ste. Marie            | LHO   | 19 | 0                | 0                | 0                | 25               | 2                | 0 | 0                    | 0                    | 2                    |                      |                      |
| 2002-2003 | Greyhounds de Sault Ste. Marie            | LHO   | 60 | 2                | 8                | 10               | 107              | 4                | 0 | 0                    | 0                    | 6                    |                      |                      |
| 2003-2004 | Greyhounds de Sault Ste. Marie            | LHO   | 68 | 6                | 20               | 26               | 140              | -                | - | -                    | -                    | -                    |                      |                      |
| 2004-2005 | Greyhounds de Sault Ste. Marie            | LHO   | 64 | 5                | 27               | 32               | 126              | 7                | 1 | 4                    | 5                    | 7                    |                      |                      |
| 2004-2005 | Mighty Ducks de Cincinnati                | LAH   | 5  | 0                | 1                | 1                | 19               | 9                | 0 | 1                    | 1                    | 35                   |                      |                      |
| 2005-2006 | Pirates de Portland                       | LAH   | 55 | 6                | 8                | 14               | 145              | -                | - | -                    | -                    | -                    |                      |                      |
| 2006-2007 | Thunderwolves de l'Université de Lakehead | SIC   | 12 | 0                | 4                | 4                | 16               | -                | - | -                    | -                    | -                    |                      |                      |
| 2007-2008 | Thunderwolves de l'Université de Lakehead | SIC   | 9  | 1                | 4                | 5                | 8                | -                | - | -                    | -                    | -                    |                      |                      |
| 2008-2009 | Thunderwolves de l'Université de Lakehead | SIC   | 23 | 0                | 6                | 6                | 30               | -                | - | -                    | -                    | -                    |                      |                      |
| 2009-2010 | Thunderwolves de l'Université de Lakehead | SIC   | 27 | 1                | 9                | 10               | 48               | -                | - | -                    | -                    | -                    |                      |                      |
| 2010-2011 | Thunderwolves de l'Université de Lakehead | SIC   | 23 | 4                | 4                | 8                | 30               | -                | - | -                    | -                    | -                    |                      |                      |